# Hit the Deck (1955)
Hit the Deck is een Amerikaanse musicalfilm uit 1955 onder regie van Roy Rowland. De hoofdrollen worden vertolkt door Jane Powell, Tony Martin, Debbie Reynolds, Walter Pidgeon, Vic Damone, Gene Raymond, Ann Miller en Russ Tamblyn. De film, die opgenomen werd in Cinemascope,  is gebaseerd de gelijknamige musical uit 1927, die op zijn beurt gebaseerd is op het toneelstuk Shore Leave uit 1922 van Hubert Osborne. Destijds werd de film in Nederland uitgebracht onder de titel Alle hens aan dek.

## Verhaal
William, Danny en Rico zijn drie matrozen met verlof in San Francisco. William gaat naar de nachtclub waar zijn verloofde Ginger de ster is. Ginger, die boos is omdat hun verloving nu al zes jaar duurt, vertelt hem dat ze iemand anders gevonden heeft en maakt het uit. Rico bezoekt zijn moeder, de weduwe Ferrari. Haar nieuwe vriend, Mr. Peroni, was in de veronderstelling dat Rico slechts negen jaar oud was en kijkt nu met nieuwe ogen naar haar, wat leidt tot een stevige ruzie. Danny gaat op bezoek bij zijn vader, admiraal Smith. De admiraal moet  naar een vergadering, maar Danny heeft een vreugdevol weerzien met zijn oudere zus Susan. Zij vertelt hem over haar nieuwe vriend, acteur Wendell Craig.
Danny gaat naar het theater waar de repetities voor Wendells voorstelling "Hit the Deck" in volle gang zijn en hij voelt zich meteen aangetrokken tot danseres Carol Pace. Wanneer Carol echter over Wendells reputatie als rokkenjager vertelt, maakt Danny zich zorgen om zijn zus. Wendell probeert Susan in zijn hotelsuite te verleiden, maar op dat moment stormen Danny en zijn vrienden binnen. Terwijl Danny en Bill ruzie hebben met Wendell, brengt Rico Susan naar huis en wordt hij verliefd op haar.
Wendell wil aangifte doen van het incident, maar Susan kan hem overtuigen om dat niet te doen, op voorwaarde dat de drie matrozen zich persoonlijk bij hem komen excuseren. Wanneer het drietal opdaagt in het theater staat de militaire politie hen echter op te wachten. Ze kunnen ontsnappen en mengen zich tussen het ensemble dat uitgedost is in matrozenpakken, terwijl de admiraal en zijn assistent luitenant Jackson verbaasd toekijken vanuit het publiek.
Na het openingsnummer worden de drie gevangengenomen en door de admiraal streng berispt, totdat hij erachter komt dat ze de eer van zijn dochter beschermden. Later trekt Wendell de aanklacht in om te vermijden dat zijn vrouw alles te weten komt. Uiteindelijk worden de drie matrozen gelukkig verenigd met hun geliefden.

## Rolverdeling
| Acteur           | Personage                     | Opmerkingen                    |
| ---------------- | ----------------------------- | ------------------------------ |
| Jane Powell      | Susan Smith                   |                                |
| Tony Martin      | William F. Clark              |                                |
| Debbie Reynolds  | Carol Pace                    |                                |
| Walter Pidgeon   | Rear Adm. Daniel Xavier Smith |                                |
| Vic Damone       | Rico Ferrari                  |                                |
| Gene Raymond     | Wendell Craig                 |                                |
| Ann Miller       | Ginger                        |                                |
| Russ Tamblyn     | Danny Xavier Smith            | met de zangstem van Rex Dennis |
| J. Carrol Naish  | Mr. Peroni                    |                                |
| Kay Armen        | Mrs. Ottavio Ferrari          |                                |
| Richard Anderson | Lt. Jackson                   |                                |
| Jane Darwell     | Jenny                         |                                |
| Alan King        | Shore Patrolman               |                                |
| Henry Slate      | Shore Patrolman               |                                |
| The Jubalaires   | zichzelf                      | als Jubalaires                 |

## Liedjes
1. "Join the Navy" – door ensemble
2. "Hallelujah!" – door Tony Martin, Vic Damone en Russ Tamblyn/Rex Dennis
3. "Keeping Myself for You" – door Ann Miller en ensemble
4. "Keeping Myself for You" – door Tony Martin
5. "Lucky Bird" – door Jane Powell
6. "A Kiss Or Two" – door Debbie Reynolds
7. "Why, Oh Why?" – door Tony Martin, Vic Damone en Russ Tamblyn/Rex Dennis
8. "Sometimes I'm Happy" – door Jane Powell
9. "I Know That You Know" – door Jane Powell en Vic Damone
10. "Lady From the Bayou" – door Ann Miller
11. "Chiribiribee (Ciribiribin')" – door Kay Armen
12. "Why, Oh Why?" – door Ann Miller, Debbie Reynolds en Jane Powell
13. "More Than You Know" – door Tony Martin
14. "Join the Navy" – door Debbie Reynolds en ensemble
15. "Hallelujah!" – door Tony Martin, Kay Armen en ensemble

## Trivia
- RKO kocht aanvankelijk de rechten op de musical voor de filmmusical Hit the Deck uit 1930 en verkocht ze vervolgens in 1947 aan MGM.[2] Het verhaal van MGM's Hit the Deck verschilde van alle eerdere versies van het verhaal.[2]
- Het toneelstuk Shore Leave van Hubert Osborne werd ook meerdere malen verfilmd, eerst onder dezelfde titel in 1925 door First National Pictures en daarna in 1936 als Follow the Fleet met Fred Astaire en Ginger Rogers.[4]